# Max Zimmermann (Maler)

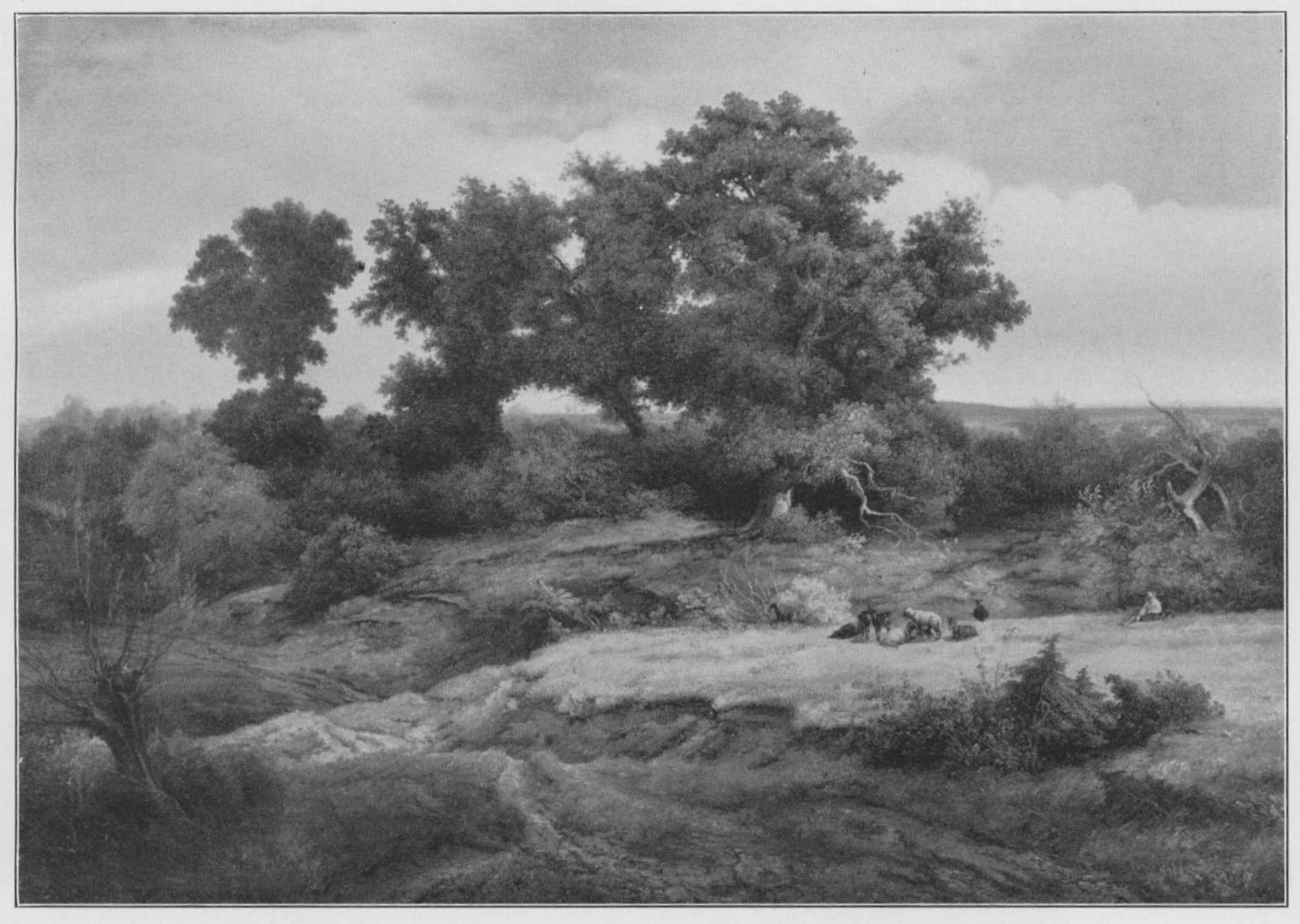
Eichbaumgruppe, Gemälde von Max Zimmermann, 1845

Max Zimmermann (* 7. Juli 1811 in Zittau; † 29. Dezember 1878 in München) war ein deutscher Maler.
August Maximilian Zimmermann, wie er mit vollem Namen hieß, war der jüngere Bruder des Malers Albert Zimmermann und der ältere Bruder der Maler Robert und Richard Zimmermann. Er begann zuerst eine Karriere als Musiker und wandte sich dann der Lithographie zu. 1834 ging er nach Dresden, wo er für diese Technik eine gute Perspektive sah. Erst 1837 folgte er seinem älteren Bruder nach München, um sich in dessen frühzeitig renommierter Malschule der Landschafterei zu widmen.
Seine Landschaften zeichnen sich durch kräftige Färbung und ernste Stimmung aus; besonders geschätzt sind seine Eichenbilder. Vorbilder waren ihm die niederländischen Meister Meindert Hobbema und Ruisdael. Er hat auch schöne Waldradierungen ausgeführt. Für Max Zimmermann beendete eine Handverletzung seine Laufbahn schon Anfang der 1870er Jahre. Er starb 1878 im Alter von 67 Jahren in München.

## Grabstätte

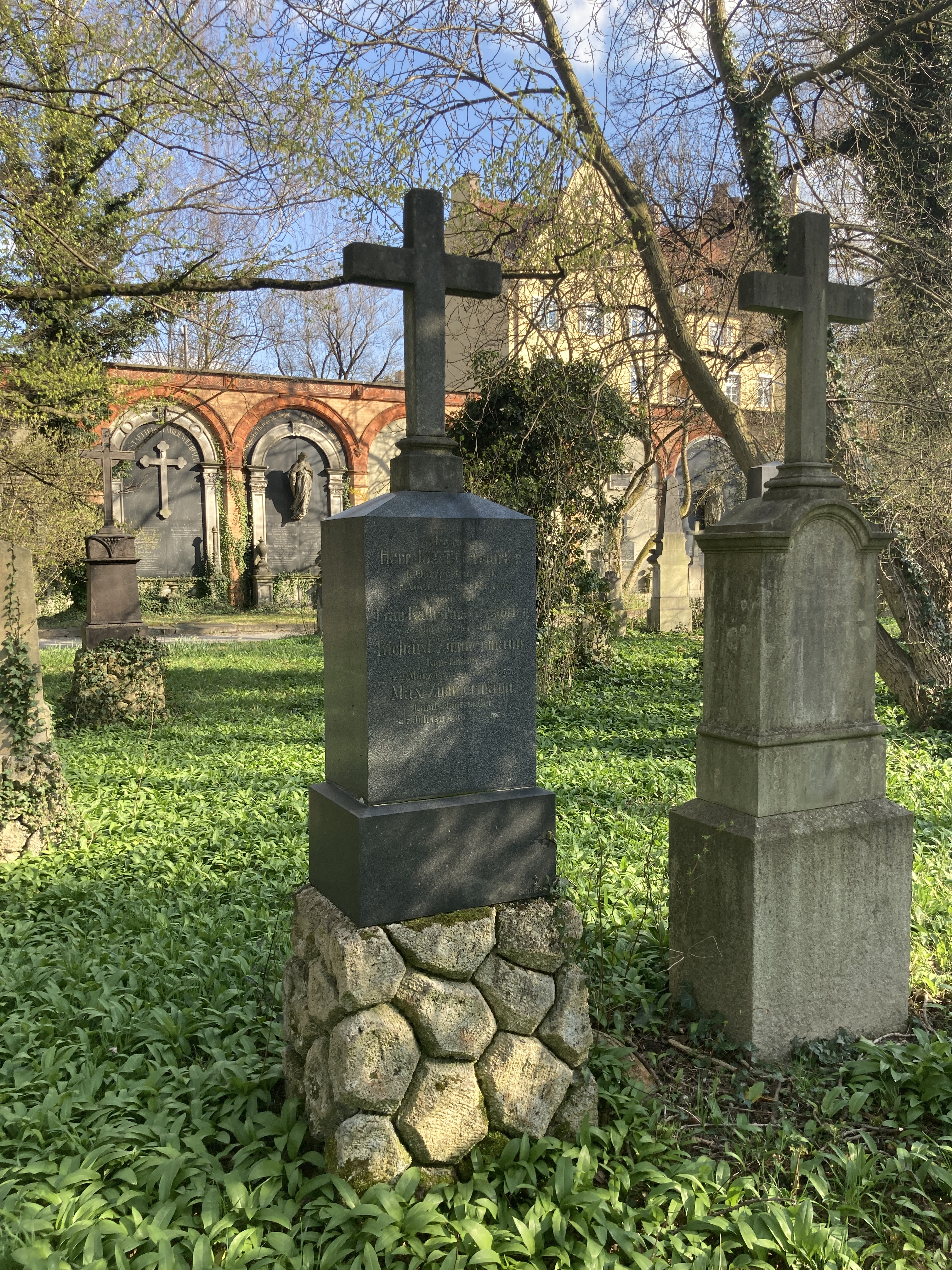
Grab von Max Zimmermann auf dem Alten Südlichen Friedhof in München

Die Grabstätte von Max Zimmermann befindet sich auf dem Alten Südlichen Friedhof in München (Gräberfeld 39 – Reihe 8 – Platz 27) Standort.